# Lysol
Lysol es la marca del primer desinfectante del mundo, que ahora es comercializado por la empresa británica Reckitt Benckiser. El nombre se utiliza para el concentrado de limpieza original, así como para el aerosol de habitación y los paños de limpieza que se han mezclado con el agente.

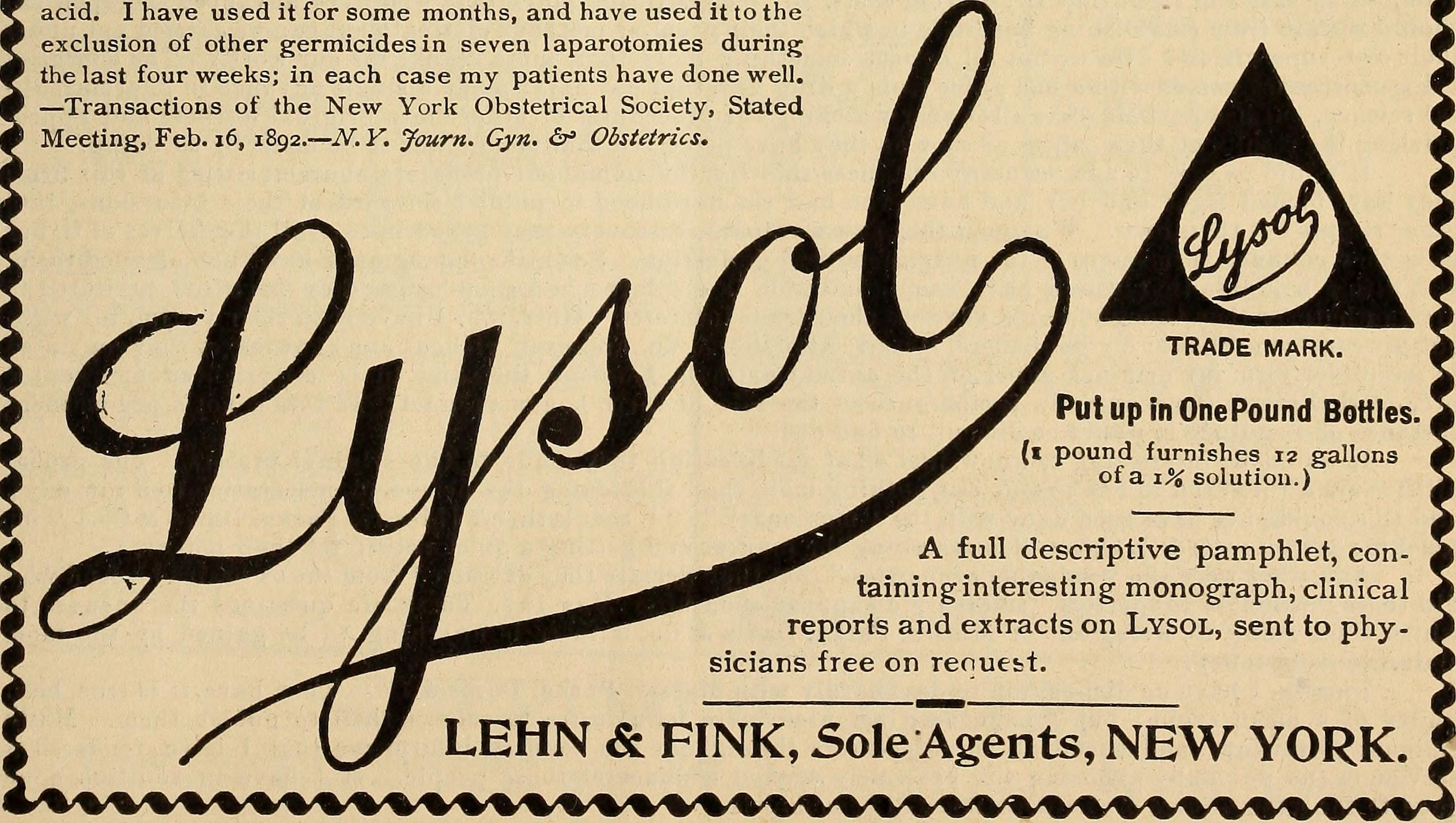
Anuncio histórico de Lysol

El componente principal de la emulsión de limpieza / desinfección Lysol es el clorxilenol, los otros agentes de limpieza Lysol contienen principalmente cloruro de benzalconio. Como emulsión limpiadora, está altamente concentrada y debe diluirse en agua tibia antes de su uso.
Lysol fue desarrollado en 1889 por Gustav Raupenstrauch, quien era entonces jefe de departamento en la estación de investigación química y el instituto de análisis de alimentos en Wiesbaden. Utilizó ácido carbólico crudo, una mezcla de fenol y metilfenoles isoméricos, que se obtienen a partir de carbón y alquitrán de madera de haya. En relación con el jabón blando de potasa, pudo producir el agente soluble en agua, que fue patentado ese mismo año. En 1890 se cambió a la recién fundada empresa Schülke & Mayr en Hamburgo, que se concentró en la producción de Lysol. También se introdujo como antiséptico y para la profilaxis contra enfermedades infecciosas. Desde el principio, las aplicaciones importantes fueron en cirugía y obstetricia. Con el Sagrotan, desarrollado diez años después, hubo una disputa de marca en la que Schülke y Mayr pudieron prevalecer en los tribunales.